# 卡纳尔圣博沃
卡纳尔圣博沃（義大利語：Canal San Bovo），是意大利特伦托自治省的一个市镇。总面积125平方公里，人口1644人，人口密度13.2人/平方公里（2009年）。ISTAT代码为022038。

## 友好城市
- 義大利奇维泰拉-阿尔费代纳